# Karl VIII. (Schweden)

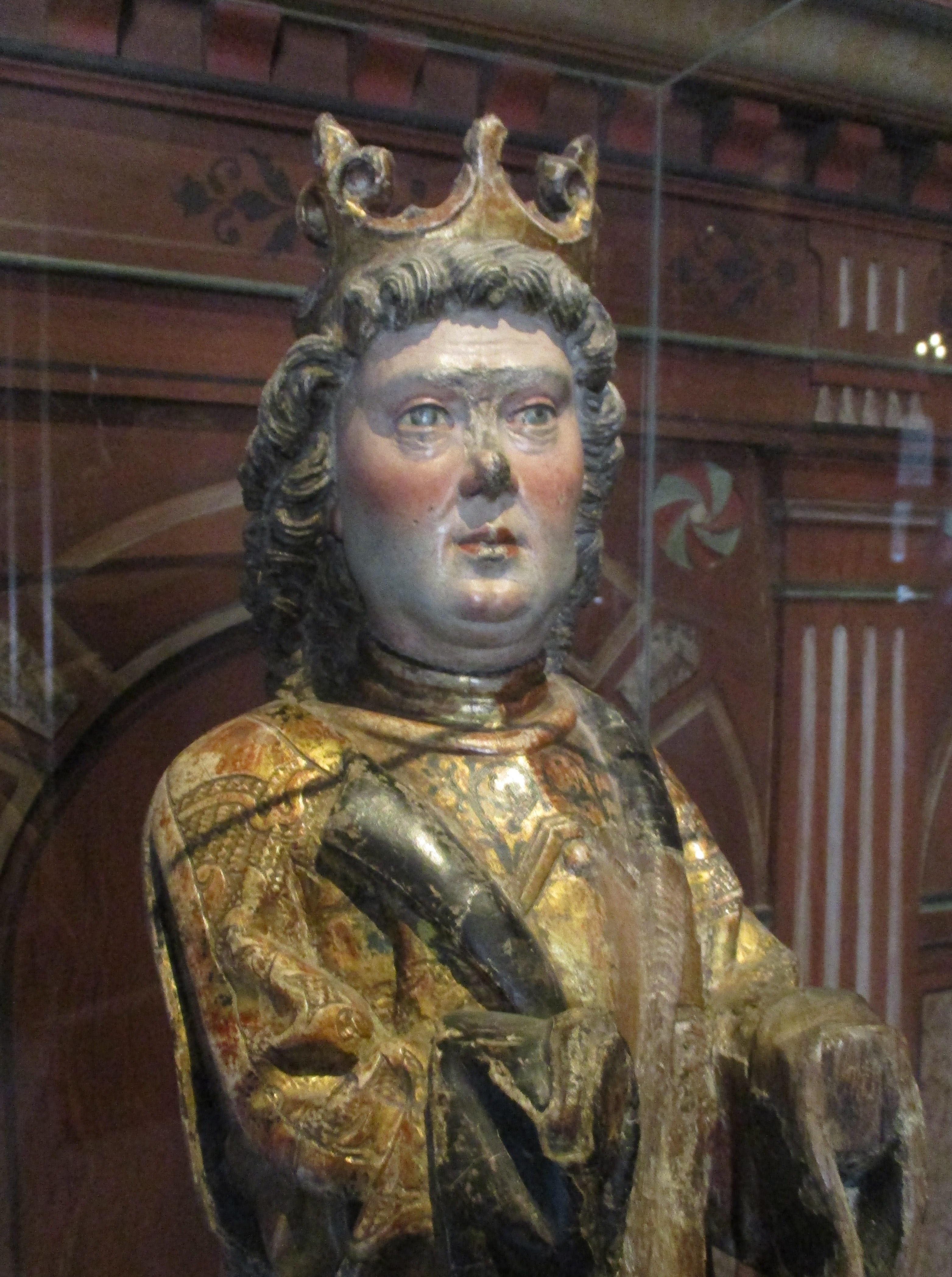
König Karl VIII. (Skulptur von Bernt Notke, heute in Schloss Gripsholm)

Wappen Karls VIII.

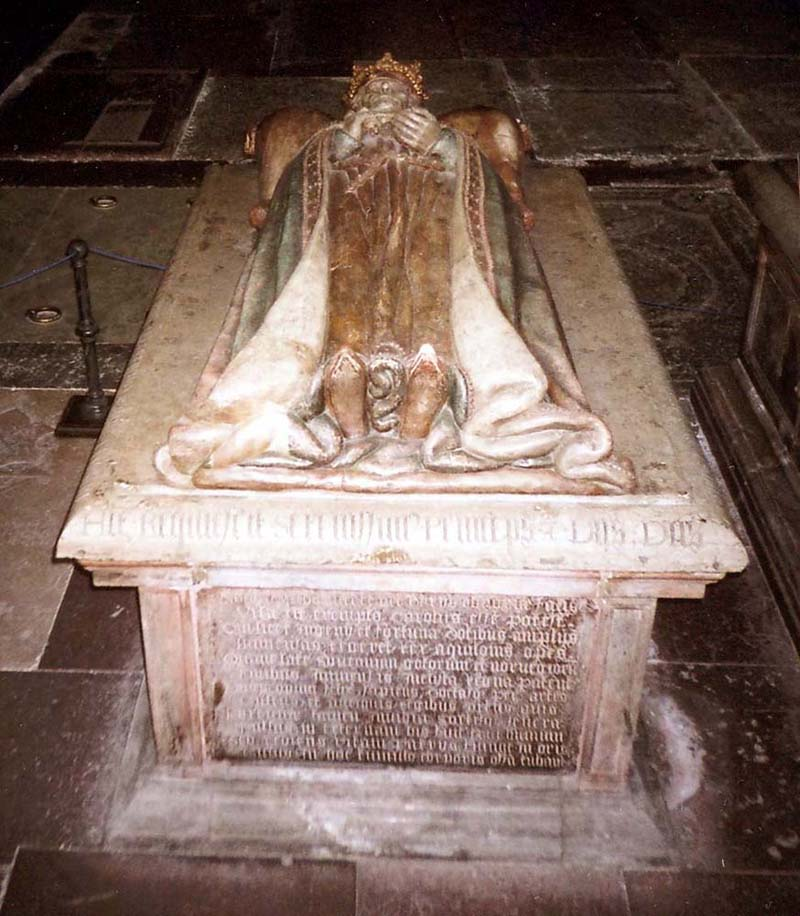
Grabstätte König Karls VIII. in der Riddarholmskyrkan

Karl VIII. (Karl Knutsson Bonde, * 1408 oder 1409; † 15. Mai 1470) war Reichsverweser von Schweden von 1438 bis 1440 und dreimal König von Schweden und als Karl I. König von Norwegen von 1449 bis 1450.
Er entstammte dem Geschlecht der Bonde und war der Sohn von Knut Tordsson Bonde und Margareta Karlsdotter (Sparre av Tofta). Nach dem frühen Tod seines Vaters heiratete seine Mutter Sten Turesson Bielke, auf dessen Hof Karl aufwuchs.

## Leben
Nach seinem Eintritt in den schwedischen Reichsrat, 1434, stieg Karl schnell zu führenden Positionen auf. So war er 1434 Reichsmarschall und 1436 Leiter der schwedischen Armee (Reichshofsmann). Von 1438 bis 1440 hatte er das Amt des Reichsvorstehers inne. 1441 wurde er zum Ritter geschlagen und kurz darauf wieder zum Reichsmarschall degradiert.
Nach dem Tod König Christophs III., der Schweden, Dänemark und Norwegen gemäß der Kalmarer Union gemeinsam regierte, wurde Karl am 20. Juni 1448 vom schwedischen Adel zum König gewählt, während die Dänen ihrerseits Christian I. wählten. Ein Jahr später krönte man Karl in Trondheim auch zum König von Norwegen, er musste das Land aber bereits 1450 an den Unionskönig Christian abtreten. In Schweden erfolgte 1457 ein Aufstand unter der Führung von Jöns Bengtsson Oxenstierna und Erik Axelsson Tott. Karl wurde abgesetzt und ging ins Exil nach Danzig.
Sein Nachfolger in Schweden, Christian I., wurde 1464 bei einem erneuten Aufstand gestürzt und Karl zum zweiten Mal zum König gekrönt, aber schon nach einem halben Jahr 1465 nach Finnland verbannt. 1467 konnte er erneut nach Schweden zurückkehren und regierte nun bis zu seinem Tod 1470 als König von Schweden. Sein Tod führte zu einem erneuten Dänisch-Schwedischen Krieg.
Karl war dreimal verheiratet. In zweiter Ehe heiratete er 1438 Katarina Karlsdotter, mit der er neun Kinder hatte. Katarina starb 1450. 
Mit seiner letzten Ehefrau Kristina Abrahamsdotter hatte er einen Sohn, der aber vom Adel nicht als sein Nachfolger anerkannt wurde. Stattdessen wurde sein Neffe Sten Sture neuer König.